# 니코 풀체티
니코 풀체티(이탈리아어: Nico Pulzetti, 1984년 2월 13일, 리미니 ~ )는 이탈리아의 전 축구 선수이다.